# کری آتو
کری آتو (انگلیسی: Karry) شرکت خودروسازی چینی است، که در سال ۲۰۰۹ تأسیس شد.